# مارين باوتشر
مارين باوتشر (بالفرنسية: Marin Boucher)‏ هو عامل فرنسي، ولد في 1587 في Mortagne-au-Perche ‏ في فرنسا، وتوفي في 1671 في مدينة كيبك في كندا.